# Karát (ryzost)
Karát (značeno zpravidla Kt nebo kt) je bezrozměrná jednotka ryzosti klenotnických zlatých slitin. Ryzost čistého zlata je definována jako 24 kt.
Jeden karát se rovná 1/24 hmotnostního podílu zlata, hodnota ryzosti v karátech je tedy dána následujícím vzorcem:
{\displaystyle X=24\cdot {\frac {M_{\mathrm {Au} }}{M}}},
kde:
- {\displaystyle X} je ryzost v karátech,
- {\displaystyle M_{\mathrm {Au} }} je hmotnost čistého zlata obsaženého v hodnoceném materiálu a
- {\displaystyle M} je celková hmotnost hodnoceného materiálu.

Následující tabulka uvádí obsah zlata v běžně používaných slitinách zlata v karátech a g/kg.
| Karáty         | 6   | 8   | 9   | 14  | 18  | 21,6 | 22  | 23,6 | 24  |
| Tisíciny       | 250 | 333 | 375 | 585 | 750 | 900  | 917 | 986  | 999 |
| Ryzostní číslo | —   | —   | 5   | 4   | 3   | 2    | 1   | 0    | 00  |

Původně se šperky vyráběly z čistých kovů, jak se získávaly z rýžování, či těžby. Až později se drahé kovy začaly legovat, aby byly docíleny další vlastnosti jako barva či tvrdost, stejně jako se tomu děje u legování kovů, železa, oceli, bronzu atd.
Označení karát bylo zavedeno v dobách, kdy se používala dvanáctková soustava, ještě před používáním procent či desítkové soustavy.
Počet karátů jako vyjádření ryzosti, kvality slitiny, byl používán pro zlato. Označení ryzosti (kvality) pro zlato bylo například 9 kt, 14 kt, 18 kt. Pro stříbro se používalo označení například 13 lotů.
Nejběžnější dnes vyráběné klenotnické slitiny mají ryzost 14 kt a 18 kt, to záleží na místních zvyklostech. V Čechách je nejběžnější zlato 14 kt, zlato 9 kt není oblíbené a 18 kt je považováno za drahé, či luxusní[zdroj⁠?!]. V Německu se běžně prodává i zlato 9 kt[zdroj⁠?!]. Naopak v arabských zemích se prodává zlato s ryzostí nejméně 18 kt a zlato s nižší ryzostí (například 14 kt) je považováno za nevhodné pro výrobu šperků.
Při výrobě šperků s dodržením ryzosti jsou důležité i ostatní kovy, které určují výslednou barvu. Zlato 14 kt může být žluté, červené i bílé. Výsledná barva je udávaná poměrem přidávaných zbývajících 10 dílů do celku 24. V Česku oblíbené čtrnáctikarátové zlato (Au 14 kt) je směs 58,5 % zlata a 32 % stříbra. V ryzostech tedy 0,585Au 0,320Ag... v zlatnickém žargonu označované jako žlutá třistadvacítka[zdroj⁠?!].
V dnešní době si zlatníci většinou nelegují zlato sami, ale mění si jej ve zlatnickém velkoobchodě[zdroj⁠?!]. Zlomkové zlato vymění za nové legované v patřičné ryzosti, barvě a tvrdosti.
Kromě karátů se dnes používají i tisícinné poměry – např. 833 (=833/1000) namísto 20 Kt (=20/24).
Je důležité neplést si karát ryzostní (značka kt) a váhový (značka ct), například výraz náhrdelník zlato 18 kt smaragd 18 ct znamená šperk z 18kt zlata (ryzost 750/1000) se smaragdem o hmotnosti 18 (váhových) karátů, tj. 3,6 gramu.